# Renat Dadashov
Renat Oleq Oğlu Dadashov (Rüdesheim am Rhein, Alemania, 17 de mayo de 1999) es un futbolista azerí que juega de delantero en el Motor Lublin de la Ekstraklasa.

## Estadísticas

### Clubes
Actualizado al último partido disputado el 22 de mayo de 2022.[actualizar]
| Club                             | Div.          | Temporada     | Liga  | Liga  | Copas nacionales | Copas nacionales | Copas internacionales | Copas internacionales | Total | Total |
| Club                             | Div.          | Temporada     | Part. | Goles | Part.            | Goles            | Part.                 | Goles                 | Part. | Goles |
| -------------------------------- | ------------- | ------------- | ----- | ----- | ---------------- | ---------------- | --------------------- | --------------------- | ----- | ----- |
| G. D. Estoril Praia Portugal     | 2.ª           | 2018-19       | 22    | 4     | 5                | 0                | —                     | —                     | 27    | 4     |
| G. D. Estoril Praia Portugal     | Total club    | Total club    | 22    | 4     | 5                | 0                | 0                     | 0                     | 27    | 4     |
| F. C. Paços de Ferreira Portugal | 1.ª           | 2019-20       | 7     | 0     | 2                | 1                | —                     | —                     | 9     | 1     |
| F. C. Paços de Ferreira Portugal | Total club    | Total club    | 7     | 0     | 2                | 1                | 0                     | 0                     | 9     | 1     |
| Grasshoppers · Suiza             | 2.ª           | 2020-21       | 0     | 0     | 0                | 0                | —                     | —                     | 0     | 0     |
| C. D. Tondela Portugal           | 1.ª           | 2021-22       | 30    | 2     | 7                | 1                | —                     | —                     | 37    | 3     |
| C. D. Tondela Portugal           | Total club    | Total club    | 30    | 2     | 7                | 1                | 0                     | 0                     | 37    | 3     |
| Grasshoppers · Suiza             | 1.ª           | 2022-23       | 34    | 8     | 1                | 1                | —                     | —                     | 35    | 9     |
| Grasshoppers · Suiza             | 1.ª           | 2023-24       | 4     | 1     | 1                | 0                | —                     | —                     | 5     | 1     |
| Grasshoppers · Suiza             | Total club    | Total club    | 38    | 9     | 2                | 1                | 0                     | 0                     | 40    | 10    |
| Hatayspor Turquía                | 1.ª           | 2023-24       | 31    | 6     | 2                | 0                | —                     | —                     | 33    | 6     |
| Hatayspor Turquía                | Total club    | Total club    | 31    | 6     | 2                | 0                | 0                     | 0                     | 33    | 6     |
| Ankaragücü Turquía               | 2.ª           | 2024-25       | 15    | 2     | 2                | 0                | —                     | —                     | 17    | 2     |
| Ankaragücü Turquía               | Total club    | Total club    | 15    | 2     | 2                | 0                | 0                     | 0                     | 17    | 2     |
| Radomiak Radom · Polonia         | 1.ª           | 2024-25       | 12    | 2     | —                | —                | —                     | —                     | 12    | 2     |
| Radomiak Radom · Polonia         | Total club    | Total club    | 12    | 2     | 0                | 0                | 0                     | 0                     | 12    | 2     |
| Motor Lublin · Polonia           | 1.ª           | 2025-26       | 0     | 0     | 0                | 0                | —                     | —                     | 0     | 0     |
| Motor Lublin · Polonia           | Total club    | Total club    | 0     | 0     | 0                | 0                | 0                     | 0                     | 0     | 0     |
| Total carrera                    | Total carrera | Total carrera | 155   | 25    | 20               | 3                | 0                     | 0                     | 175   | 28    |